# Disneyserier
Disneyserier är de tecknade serier som görs på licens från Walt Disney Company av staber med kreatörer runt om i världen. Exempel på Disneyserier är Kalle Anka, Musse Pigg och W.I.T.C.H..
Till skillnad mot vad många kanske tror så tecknade eller skrev Walt Disney så gott som aldrig några serier på egen hand, undantaget ett par månader i början av 1930, då han jobbade som manusförfattare på Musse Piggs nystartade dagspresserie. Likaså har Walt Disney Company, med undantag för åren 1990–1993, aldrig själva producerat några serier. Detta har alltid skett på licens av olika serieförlag.

## De osynliga upphovsmännen
Traditionellt sett har den gängse praxisen i de flesta länder varit att inte skriva ut en series upphovsmän när den publicerades. Det första förlag som faktiskt gav skaparna den uppmärksamhet de var förtjänta av och därmed bröt traditionen torde vara amerikanska Another Rainbow på 1980-talet.
I Sverige skedde övergången i och med Kalle Anka & C:o nummer 20/1998, och idag är det endast i undantagsfall som tecknare och manusförfattare inte finns angivna. Sentida forskning har dock lyckas klargöra tecknarna till de flesta äldre serier, och författarna till många.

## Disneyseriernas historia

### Från kortfilm till nyhetstidningarnas seriesidor
Grunden för Disneyserierna lades när Walt Disney 1928 presenterade sin tecknade filmhjälte Musse Pigg. Musse blev en omedelbar succé och den 13 januari 1930 gjorde han också premiär som seriefigur på dagstidningarnas seriesidor i en så kallad dagstrippserie. Därmed hade historiens första Disneyserie sett dagens ljus. Två år senare, den 10 januari 1932, blev Musse också betrodd med en söndagsserie och samma datum gjorde även den mycket populära tecknade kortfilmserien Silly Symphonies premiär som serie i tidningarnas söndagsbilagor.
Musseserien skrevs från början av Walt Disney själv, och för teckningarna stod Ub Iwerks. Då dessa var upptagna med att producera de tecknade filmerna överläts ganska snart förtroendet på Floyd Gottfredson, som inte skulle lämna serien för gott förrän 1975.
1934 fick världen för första gången stifta bekantskap med Kalle Anka i Silly Symphony-filmen Den kloka hönan. Kalles succé var ett faktum - efter att även ha figurerat i söndagsserieversionen av Silly Symphonies fick han 1938 en egen daglig stripp, och året därpå en söndagsserie. Ansvariga för dessa serier var Al Taliaferro (teckningar) och Ted Osborne (manus). Taliaferro tecknade serien fram till sin död 1969.
Musseserien kom att bli till långa äventyr som sträckte sig över flera månader (detta ändrades dock i mitten av 1950-talet), medan Kalleserien bestod av ett nytt skämt varje dag. Mediet passade figurerna som hand i handske och Gottfredson och Taliaferro visade tydligt att de både gillade sitt jobb och var världsledande inom sitt område. Om någon hade tvivlat på det tidigare stod det helt klart nu - Disneyserierna hade kommit för att stanna.

### Ett nytt medium - serietidningen
Ganska snart började man samla Musse-stripparna och ge ut dem i tidningsformat. Det första långvariga försöket blev Mickey Mouse Magazine som gav ut sitt första nummer 1935 (en svensk variant, Musse Pigg-tidningen, blev Sveriges första serietidning 1937). Mickey Mouse Magazine var dock inte vad vi idag skulle kalla en renodlad serietidning - den bestod till stor del också av pyssel, knåp och illustrerade sagor.
I februari 1940 gavs den första regelrätta serietidningen med Disneyserier ut; en engångspublikation på 64 sidor, fylld med Kalle Anka-strippar. Förlaget som stod bakom tidningen var Western Publishing. Häftet sålde över förväntan och i oktober samma år publicerade Western det första numret av Walt Disney's Comics and Stories (förkortat WDC). Succén var given.
Materialet från nyhetstidningarna var visserligen bra, men efterfrågan var större än tillgången och i längden skulle det bli svårt att fylla ut WDC. Dessutom hade man börjat ge ut engångspublikationer under paraplytiteln Four Colours (FC - ibland även kallad One Shot (OS)) där också material från bland andra Warner Bros. och Walter Lantz serier ingick. Lösningen blev att Western ansökte om tillstånd för att producera sina egna Disneyserier, direkt för WDC och FC. Walt Disney beviljade förslaget, och redan 1941 började nyproducerade serier dyka upp i de båda magasinen. Till dessa första serier anlitades framför allt tecknare från Disneys filmstudio - däribland Ken Hultgren, Jack Hannah - och Carl Barks.

### Carl Barks & C:o
Försöket var lyckat. Under de kommande åren utarbetades en modell för WDC där varje nummers huvudattraktion var en 10-sidors Kalle Anka-historia för vilken Carl Barks normalt svarade (den första av dessa var Köksträdgården i WDC 31 från 1943). Denna kom att backas upp av en 8-sidors Lilla Vargen-historia tecknad av Carl Buettner och senare bland andra Paul Murry och Gil Turner (den första av dessa dök upp i WDC 52 från 1945), samt av ett par illustrerade sagor och Musse- och Kalle-strippar från nyhetstidningarna. När Kalle Anka & C:o introducerades på den svenska marknaden 1948, följde den till en början exakt samma koncept.
Med tiden ströks sagorna och antalet sidor med material från dagstidningarna blev mindre. Istället utökade man den egna produktionen och nya typer av serier började synas till: bland de mest minnesvärda kan nämnas historier med Farmor Anka och Mårten Gås tecknade av bland andra Frank McSavage samt "fortsättningshistorier", längre äventyr som gick över 2-4 nummer, med Musse och Långben i huvudrollerna. Ganska snart kom dessa att tecknas av Paul Murry, och för manus stod oftast den skicklige Carl Fallberg. I den mån några serier i Westerns tidningar har kunnat nå upp till Barks ankhistorier, torde de var just Murrys och Fallbergs fortsättningshistorier.
FC-magasinen vigdes framför allt åt längre, äventyrsbetonade serier med Kalle eller Musse, samt serieversioner av Disneys tecknade långfilmer. För Kalle-serierna svarade återigen framför allt Carl Barks, medan Musse-äventyren tecknades av en mängd olika tecknare. Så småningom kom de mest populära figurerna från FC få sina egna regelbundna magasin, och nya tidningar som Donald Duck, Mickey Mouse och, så småningom, Uncle $crooge föddes.

### Westerns expansion och fall
Under serietidningsboomen på 1950- och 1960-talet utökades Disneytidningarnas antal i det närmaste explosionsartat. Detta fick till följd att antalet serier som producerades också sköt i höjden, något som till slut började ledde till en sjunkande kvalitet. När Carl Barks pensionerade sig 1967, fick man svårt att hitta någon värdig efterträdare. Det fanns visserligen sedan tidigare en handfull goda hantverkare på tecknarsidan - förutom de som redan tagits upp kan framför allt nämnas Al Hubbard och Tony Strobl - men på manussidan var det tunnare. Ett tag verkar man ha hoppats på Vic Lockman men ganska tidigt stod det klart att han inte på långa vägar nådde upp i Barks klass.
Beträffande Musse-serien hade man aldrig riktigt lyckats hittat någon Barks att förlita sig på. Fallberg hade väl varit den som kommit närmast men han hade lämnat Western 1971. Strax därefter hade man valt att lägga ner de långa fortsättningsserierna och istället satsa på korta, humorinriktade serier, vars oftast var väldigt tunna. Med tiden började också fler och fler av tidningarna fyllas med repriser, och så småningom började den försämrade standarden visa sig på försäljningssiffrorna; och sakta men säkert tvingades Western (eller, som man nu kallade sig, Dell Comics) låta den ena Disneytidningen efter den andra gå i graven.
1984 gav så Western ut sitt sista nummer av WDC, den enda av tidningarna som fortfarande var i livet, och då hade serierna för länge sedan passerat gränsen för vad som kan kallas god läsning.

### Amerikanska serier efter Western
Kvalitén på de amerikanska Disneyserierna hade alltså fallit ganska rejält under Westerns sista decennier. Nedläggningen av Disneytidningarna var därför i det närmaste oundviklig, och i och med detta avstannade också produktionen av längre Disneyserier i det land de en gång fötts. I dagstidningarnas humorstrippar levde dock Musse och Kalle vidare ännu ett tag - idag är de dock nedlagda.
Under 1980-talet trädde dock det lilla, men ambitiösa, serieförlaget Another Rainbow och dess dotterbolag Gladstone Comics in på marknaden. Bland annat gav man ut "Carl Barks Library", där samtliga av Barks serier samlades. 1986 hade man också skrivit kontrakt med Disney, och åter igen fanns nu WDC och dess systertidningar på den amerikanska marknaden. Efter några år började man också i liten skala producera serier - uteslutande sådana som utspelar sig i Kalle Ankas universum. Och det var hos Gladstone som två av dagens mest hyllade Disneykreatörer fick sina första serier publicerade - Don Rosa och William Van Horn.
Under åren 1990 till 1993 tog Walt Disney Company själva över utgivningen och produktionen av Disneyserier i hemlandet, vilket ledde till att både Rosa och Van Horn flydde till europeiska serieproducenter. Disney Comics producerade under början av 1990-talet en mängd serier, såväl med de klassiska figurerna som med figurer från sentida filmer och TV-serier. De flesta är idag överens om att dessa serier inte håller vidare hög kvalité. När Disney 1993 beslutade att ge upp serieproduktionen såldes rätten att producera serier med de klassiska figurerna tillbaka till Gladstone, medan rättigheterna till de nyare figurerna togs över av Marvel Comics och senare Acclaim och Dark Horse Comics. Dessa bolag har fortsatt att ge ut ett mindre antal titlar och även producerat en del egna serier, bland annat serieversioner av de senaste årens Disneyklassiker, och kvalitén på dessa serier är jämförbara med de gjorda av Disney Comics.
Gladstone producerade även under sin andra period som Disneyutgivare ett mindre antal serier av klassiskt snitt och med relativ hög standard. 1998 gav man dock upp och USA stod än en gång utan såväl klassiska Disneytidningar som produktion av serier med de klassiska figurerna.
2003 upptogs Gladstones gamla rättigheter av förlaget Gemstone Comics, som fortfarande (mars 2006) ger ut WDC och en handfull andra tidningar. Dock har man, ett par sidor undantaget, inte producerat några egna serier, utan förlitar sig helt på repriser av gammal amerikanskt material, samt serier från framför allt de danska och italienska tecknarstaberna.

### Disneyserier utanför USA
Förutom USA har flera europeiska länder en stor produktion av Disneyserier - sedan 1970-talets slut kommer de flesta nyproducerade serier med Disneys figurer från Europa. Störst är idag utan tvekan Egmont i Danmark som producerade sina första serier för Disney redan i början av 1960-talet.
Andra europeiska länder med en omfattande produktion är Italien, Nederländerna och Frankrike. Dessutom har en obetydlig mängd serier under olika perioder också producerats i Tyskland, Storbritannien, Finland och Sverige. Utanför Europa har den brasilianska seriemarknaden under årens lopp producerat en riktigt stor mängd Disneyserier. Det stora flertalet av dessa har dock inte publicerats utanför Sydamerika.

### Serierna i dagens svenska tidningar
I Sverige är vi idag mest vana vid den danska produktionen; flertalet serier i Kalle Anka & C:o och Musse Pigg & C:o kommer från Egmonts tecknarstab. I dessa tidningar återfinns även en och annan holländsk serie och någon gång kan även en fransk serie leta sig dit. Dessutom förekommer ständigt en reprisering av de bästa amerikanska serierna från Westerns glansdagar.
De italienska serierna publiceras i Sverige framför allt i Kalle Ankas Pocket och andra pocketböcker. Den italienska produktionen svarar också för en våg av mer eller mindre icke-typiska Disneyserier, däribland de som i Sverige publiceras i tidningarna Stål-Kalle, Fairies och W.I.T.C.H.
Materialet i Disneys "Prinsessan" och dess systertitlar är hämtat från den nordamerikanska produktion som ligger utanför Gladstones och Gemstones rättigheter.

## Att identifiera en serie
Sedan början av 1970-talet (Kalle Anka & C:o 38/1972) är det praxis att förse varje Disneyserie som produceras med en kod för lättare igenkänning. Denna finns normalt längst ner i seriens första ruta, och består av en eller flera bokstäver, följt av ett antal siffror. I några fall avslutas koden med ytterligare någon bokstav. Vill man veta var en viss serie har sitt ursprung är det enklaste sättet att kolla vilken/vilka bokstäver som inleder koden. Följande system används:
- AR - Another Rainbow/Gladstone, USA
- B - Abril, Brasilien
- D - Egmont, Danmark (före detta Gutenberghus)
- E - Disney Europe, Frankrike
- F - Disney-Hachette, Frankrike
- G - Ehapa, Tyskland
- H - Oberon, Holland
- I - Disney Italia, Italien (före detta Mondadori)
- K - Disney Comics, USA
- M - Marvel Comics, USA
- S - Disney Studios, USA för den europeiska marknaden
- W - Western, USA

Dagsstrippar och söndagssidor är vanligen märkta med det datum då de först publicerades.